# 凱尼恩 (明尼蘇達州)
凱尼恩（英語：Kenyon，/ˈkɛnjən/ KEN-yən）是一個位於美國明尼蘇達州古德休縣的城市。

## 人口
根據2020年美國人口普查的數據，凱尼恩的面積為6.01平方千米，當中陸地面積為5.98平方千米，而水域面積為0.03平方千米。當地共有人口1894人，而人口密度為每平方千米315人。